# Championnats d'Europe de gymnastique rythmique 2023
Navigation
Tel Aviv 2022 Budapest 2024
Les 39es championnats d'Europe de gymnastique rythmique ont lieu à l'Arène nationale de gymnastique de Bakou, en Azerbaïdjan, du 17 au 21 mai 2023.

## Médaillées
| Épreuve                     | Or | Argent | Bronze |
| --------------------------- | --- | --- | --- |
| Seniors                     | | | |
| Équipes                     | Bulgarie Individuel Boryana Kaleyn Stiliana Nikolova Eva Brezalieva (en) Groupe Sofia Ivanova (en) Kamelia Petrova (en) Rachel Stoyanov (en) Radina Tomova (en) Zhenina Trashlieva (en) | Ukraine Individuel Viktoriia Onopriienko (en) Polina Karika (en) Polina Horodnycha Groupe Yelyzaveta Azza (en) Diana Baieva (en) Daryna Duda (en) Yeva Meleshchuk (en) Anastasiya Voznyak (en) Mariia Vysochanska (en) | Israël Individuel Adi Asya Katz (en) Daniela Munits (en) Groupe Shani Bakanov Eliza Banchuk Adar Friedmann Romi Paritzki Ofir Shaham Diana Svertsov |
| Finales senior              | | | |
| Concours général individuel | Boryana Kaleyn (BUL) | Sofia Raffaeli (ITA) | Stiliana Nikolova (BUL) |
| Cerceau                     | Viktoriia Onopriienko (en) (UKR) | Adi Asya Katz (en) (ISR) | Boryana Kaleyn (BUL) |
| Ballon                      | Sofia Raffaeli (ITA) | Stiliana Nikolova (BUL) | Zohra Aghamirova (en) (AZE) |
| Massues                     | Sofia Raffaeli (ITA) | Boryana Kaleyn (BUL) | Ekaterina Vedeneeva (en) (SVN) |
| Ruban                       | Darja Varfolomeev (GER) | Eva Brezalieva (en) (BUL) | Stiliana Nikolova (BUL) |
| Finales en groupe senior    | | | |
| Concours général en groupe  | Bulgarie Sofia Ivanova (en) Kamelia Petrova (en) Rachel Stoyanov (en) Radina Tomova (en) Zhenina Trashlieva (en)                                                                        | Israël Shani Bakanov Eliza Banchuk Adar Friedmann Romi Paritzki Ofir Shaham Diana Svertsov | Azerbaïdjan Gullu Aghalarzade (en) Laman Alimuradova (en) Kamilla Aliyeva (en) Zeynab Hummatova (en) Yelyzaveta Luzan (en) Darya Sorokina (en)      |
| 5 cerceaux                  | Israël Shani Bakanov Eliza Banchuk Adar Friedmann Romi Paritzki Ofir Shaham Diana Svertsov                                                                                              | Bulgarie Sofia Ivanova (en) Kamelia Petrova (en) Rachel Stoyanov (en) Radina Tomova (en) Zhenina Trashlieva (en) | Italie Martina Centofanti Agnese Duranti Alessia Maurelli Daniela Mogurean Laura Paris Alessia Russo                                                |
| 3 rubans + 2 cerceaux       | Azerbaïdjan Gullu Aghalarzade (en) Laman Alimuradova (en) Kamilla Aliyeva (en) Zeynab Hummatova (en) Yelyzaveta Luzan (en) Darya Sorokina (en)                                          | Israël Shani Bakanov Eliza Banchuk Adar Friedmann Romi Paritzki Ofir Shaham Diana Svertsov | Espagne Ana Arnau (en) Inés Bergua (en) Mireia Martínez (en) Patricia Pérez (en) Salma Solaun (en)                                                  |
| Finales en groupe junior    | | | |
| Concours général en groupe  | Israël Shelly Elgui Elinor Gerts Kseniya Kulyk Yuval Schulman Anat Shaider Meital Maayan Sumkin                                                                                         | Bulgarie Eva Emilova Vanesa Emilova Andrea Ivanova Krasimira Ivanova Gabriela Peeva Tsveteyoana Peycheva | Azerbaïdjan Madina Aslanova Ilaha Bahadirova Govhar Ibrahimova Sakinakhanim Ismayilzada Zahra Jafarova Ayan Sadigova                                |
| 5 ballons                   | Bulgarie Eva Emilova Vanesa Emilova Andrea Ivanova Krasimira Ivanova Gabriela Peeva Tsveteyoana Peycheva                                                                                | Israël Shelly Elgui Elinor Gerts Kseniya Kulyk Yuval Schulman Anat Shaider Meital Maayan Sumkin | Azerbaïdjan Madina Aslanova Ilaha Bahadirova Govhar Ibrahimova Sakinakhanim Ismayilzada Zahra Jafarova Ayan Sadigova                                |
| 5 rubans                    | Bulgarie Eva Emilova Vanesa Emilova Andrea Ivanova Krasimira Ivanova Gabriela Peeva Tsveteyoana Peycheva                                                                                | Israël Shelly Elgui Elinor Gerts Kseniya Kulyk Yuval Schulman Anat Shaider Meital Maayan Sumkin | Italie Virginia Cuttini Gaia D'Antona Elisa Dobrovolska Caterina Maltoni Cristina Ventura Bianka Vignozzi                                           |